# 10 decembrie
ianuarie • februarie • martie  • aprilie  • mai  • iunie  • iulie  • august  • septembrie  • octombrie  • noiembrie  • decembrie
10 decembrie este a 344-a zi a calendarului gregorian și a 345-a zi în anii bisecți. Mai sunt 21 de zile până la sfârșitul anului.

## Evenimente

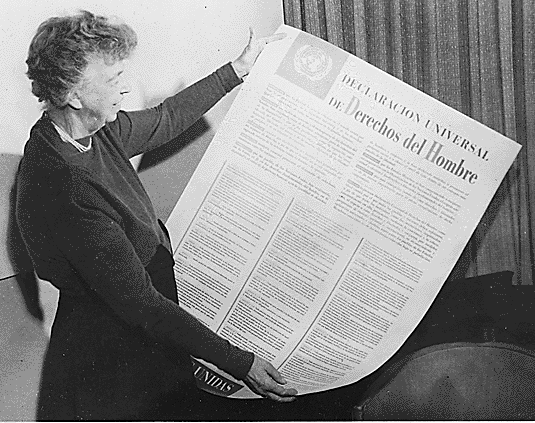
1948: Adunarea Generală a ONU a adoptat "Declarația universală a drepturilor omului".

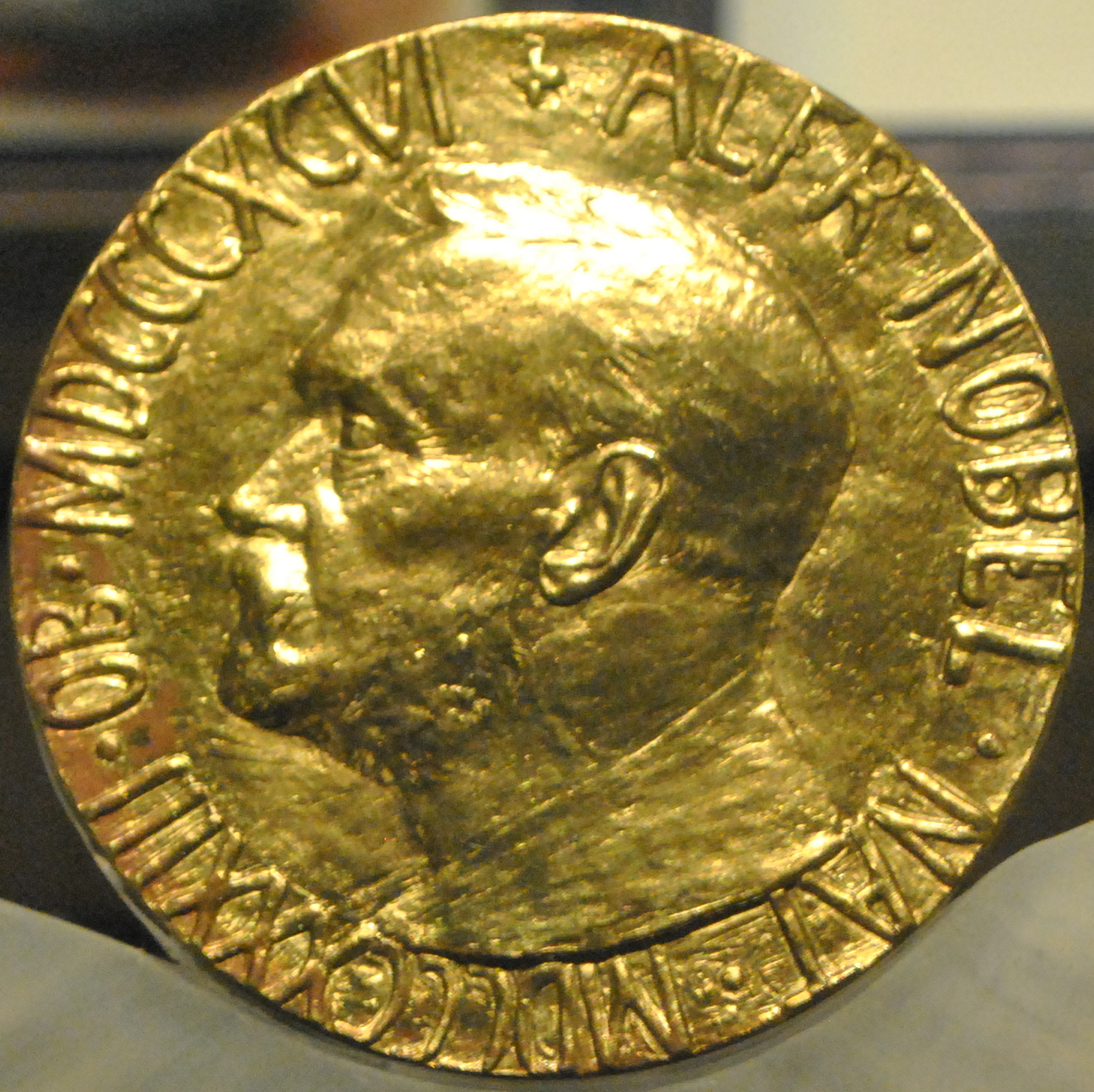
1901: Primele premii Nobel au fost decernate la Stockholm, pentru fizică, medicină, chimie, literatură și pace.

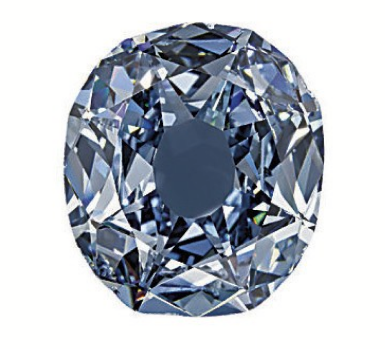
2008: La o licitație Christie din Londra, diamantul Wittelsbach Blue (foto) este vândut cu 16,4 milioane de lire sterline, cel mai mare preț plătit vreodată la o licitație pentru un diamant.

- 1389: Tratatul de alianță de la Radom, dintre Mircea cel Bătrân și regele Poloniei.
- 1799: Franța adoptă metru ca unitate de măsură oficială.
- 1817: Mississippi devine cel de-al douăzecilea stat al Statelor Unite ale Americii. Simultan, Teritoriul Mississippi, entitate administrativă pre-statală a statului omonim este oficial dezmembrat.
- 1845: A fost patentată prima anvelopă pneumatică, creată de inginerul britanic Robert Thompson.
- 1868: La Londra, la intersecția Bridge Street cu Parliament Square, este montat primul semafor din lume: un felinar aflat în vârful unui stâlp metalic înalt de șapte metri, care, alimentat cu gaz, avea o lumină când verde când roșie. Primul semafor electric pentru reglementarea circulației pe străzi, a fost instalat în 1914, în SUA, la Cleveland.
- 1898: La Paris este semnat un tratat prin care se punea oficial capăt războiului dintre Spania și America.
- 1901: Primele premii Nobel au fost decernate la Stockholm, pentru fizică, medicină, chimie, literatură și pace.
- 1903: Marie Curie, om de știință, a primit, alături de soțul ei Pierre Curie și de fizicianul Henri Becquerel, Premiul Nobel pentru Fizică, pentru descoperirile făcute în domeniul radioactivității, devenind prima femeie laureată a acestui premiu.
- 1904: Cercetătorul rus Ivan Pavlov primește Premiul Nobel pentru cercetările sale privind sistemul digestiv, în cadrul cărora a descoperit așa numitele reflexe condiționate, opuse celor moștenite.
- 1919: România semnează Tratatele de pace cu Austria și Bulgaria, după încheierea Primului Război Mondial.
- 1924: Premiul Nobel pentru Medicină a fost atribuit fiziologului olandez Willem Einthoven, pentru inventarea electrocardiografului.
- 1933: Prin hotărârea Consiliului de Miniștri, guvernul național liberal scoate în afara legii "Garda de Fier".
- 1935: Primăria orașului București ia hotărârea de a–l proclama pe George Enescu "cetățean de onoare".
- 1938: Au început filmările la pelicula Pe aripile vântului.
- 1945: Olanda devine membră a ONU.
- 1948: Adunarea Generală a ONU a adoptat "Declarația universală a drepturilor omului".
- 1950: Doctorul american Ralph Burke a devenit primul laureat de culoare al Premiului Nobel pentru Pace.
- 1975: La Oslo, Elena Bonner, soția lui Andrei Saharov, disident rus, unul dintre fondatorii Comitetului pentru Apărarea Drepturilor Omului, a primit, în numele soțului, Premiul Nobel pentru Pace.
- 1983: Liderul sindicatului Solidaritatea, Lech Walesa, a primit Premiul Nobel pentru pace.
- 1984: Adunarea Generală a ONU adoptă "Convenția împotriva torturii și altor suferințe sau tratamente pline de cruzime, inumane sau degradante" (Rezoluția 39/46 intrată în vigoare la 26 iun. 1987)
- 1984: Plenară a CC al PCR la care Nicu Ceaușescu este ales prim-secretar al UTC.
- 1995: Rețeaua americană de televiziune prin cablu CNN a transmis, în premieră, ceremonia de decernare a Premiilor Nobel, organizată la Primăria din Oslo.
- 2000: Ion Iliescu câștigă al doilea tur de scrutin al alegerilor prezidențiale impunându-se în fața ultranaționalistului Corneliu Vadim Tudor.
- 2008: La o licitație Christie din Londra, diamantul Wittelsbach Blue este vândut cu 16,4 milioane de lire sterline, cel mai mare preț plătit vreodată la o licitație pentru un diamant. În iunie 2011, diamantul a fost vândut emirului din Qatar, Hamad bin Khalifa al-Thani, pentru cel puțin 80 de milioane dolari SUA.
- 2020: Autoritățile anunță că Bucureștiul va găzdui Centrul Cyber al Uniunii Europene, prima structură a Uniunii Europene de pe teritoriul României. Obiectivul acestui Centru european de competențe industriale, tehnologice și de cercetare în domeniul securității cibernetice (ECCC), care va coopera cu huburi specializate naționale, va fi să centralizeze ecosistemul de securitate tehnologică și industrială al statelor membre. Bucureștiul a fost ales în urma unui vot, dintr-o listă de șapte orașe pe care se mai aflau Bruxelles, Munchen, Varșovia, Vilnius, Luxemburg și Leon.[1]

## Nașteri
- 1538: Giovanni Battista Guarini, poet italian (d. 1612)
- 1756: Friedrich Franz I, Mare Duce de Mecklenburg-Schwerin (d. 1837)
- 1776: Arhiducesa Maria Leopoldine de Austria-Este (d. 1848)
- 1787: Thomas Hopkins Gallaudet, american, fondatorul școlii pentru copii surdo-muți (d. 1851)
- 1791: Friedrich von Gärtner, arhitect german (d. 1847)
- 1804: Carl Gustav Jacob Jacobi, matematician german (d. 1851)
- 1804: Eugène Sue, scriitor francez (d. 1859)

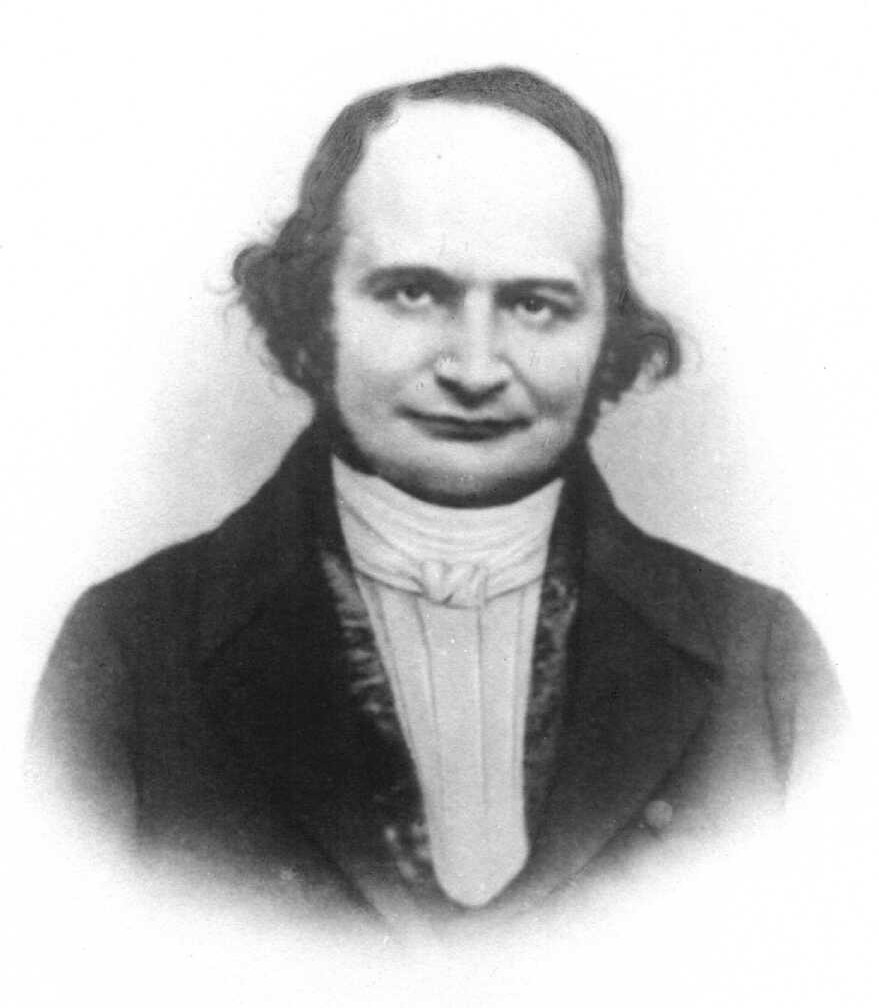
Carl Gustav Jacob Jacobi, matematician german
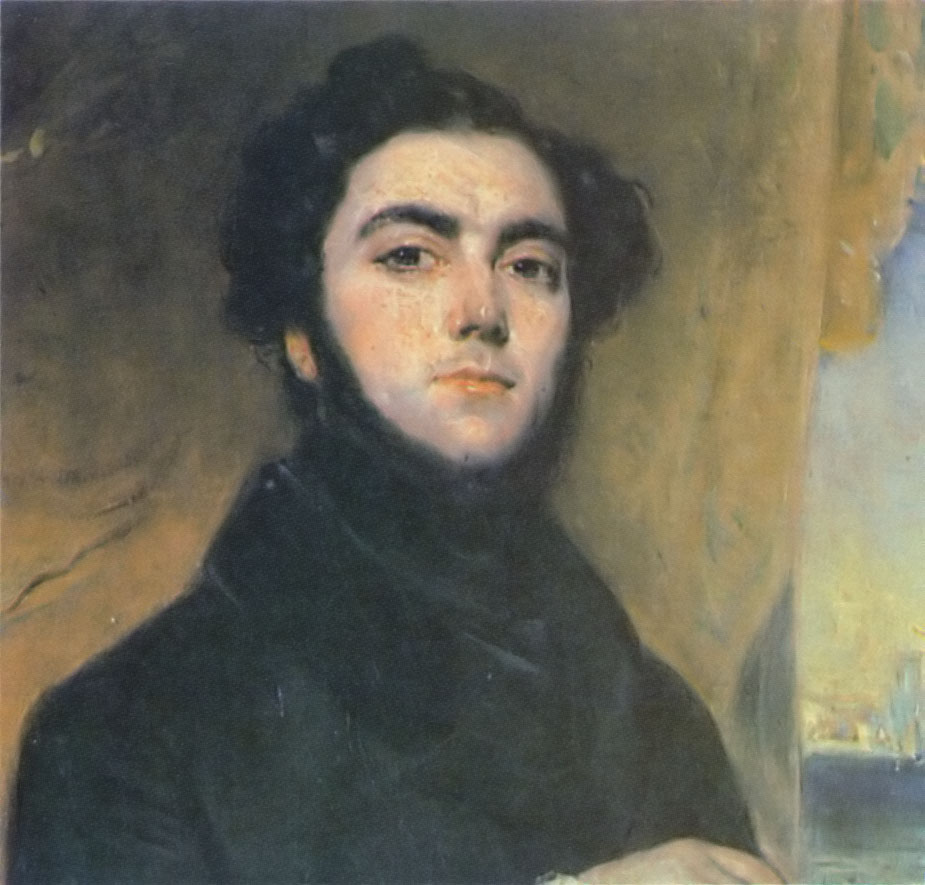
Eugène Sue, scriitor francez
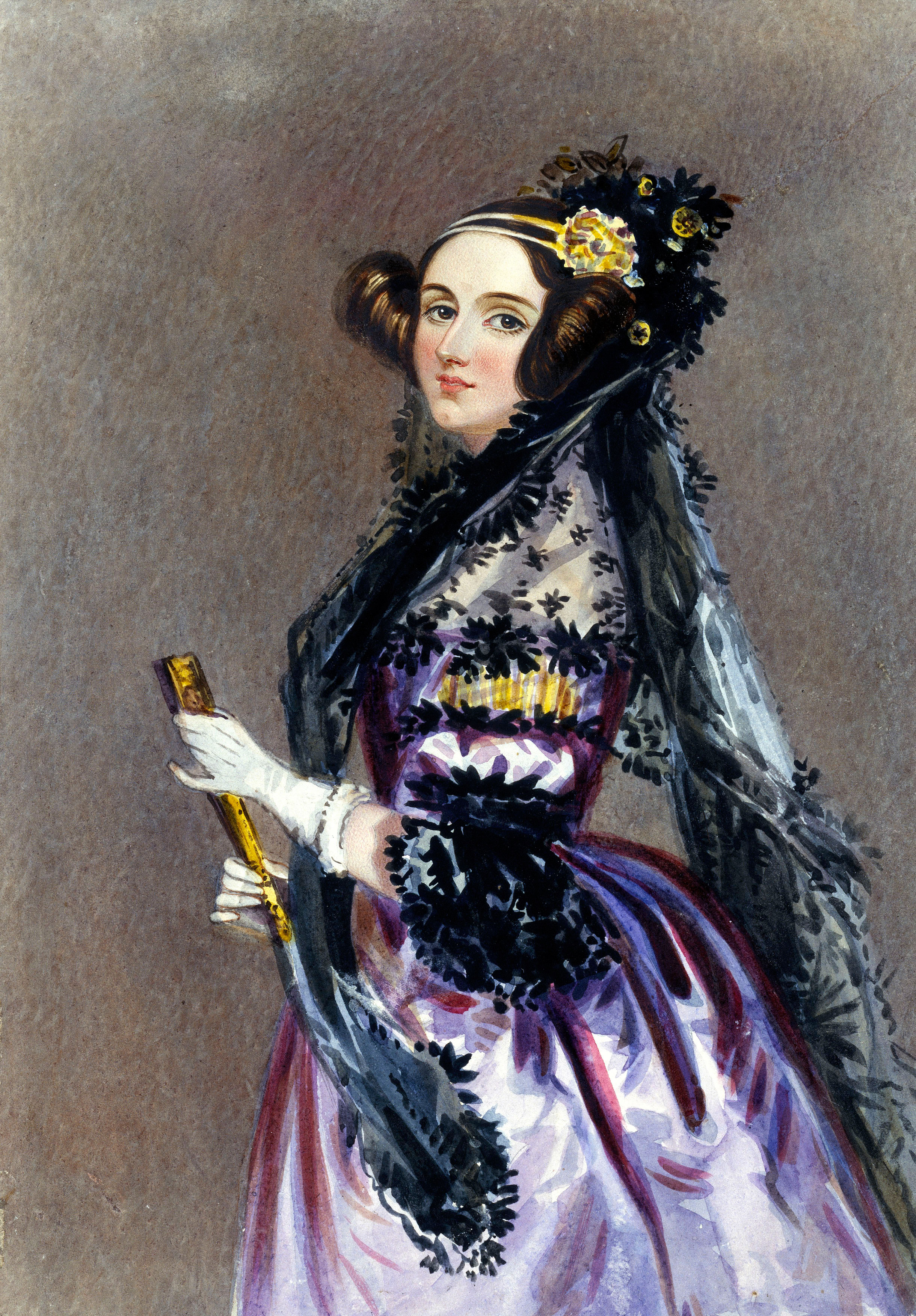
Ada Lovelace, matematiciană britanică

- 1805: Karl Ferdinand Sohn, pictor german (d. 1867)
- 1815: Ada Byron of Lovelace, matematiciană britanică (d. 1852)
- 1820: Daniel Chwolson, orientalist rus, a cercetat antichitatea (d. 1911)
- 1822: César Franck, compozitor belgian (d. 1890)
- 1823: Theodor Kirchner, compozitor, dirijor, pianist german (d. 1903)
- 1830: Emily Dickinson, poetă americană (d. 1886)
- 1830: Ioan Grigore Ghica, politician și diplomat român (d. 1881)
- 1861: Daisy Greville, Contesă de Warwick, metresa regelui Eduard al VII-lea al Regatului Unit (d. 1938)
- 1870: Pierre Louÿs, scriitor francez (d. 1925)
- 1884: Albert Steffen, antroposof și poet elvețian (d. 1963)
- 1891: Nelly Sachs, poetă germano-suedeză, laureată Nobel (d. 1970)
- 1904: Antonín Novotný, politician și președinte de stat cehoslovac (d. 1975)
- 1907: Lucien Laurent, fotbalist francez (d. 2005)
- 1908: Olivier Messiaen, compozitor francez (d. 1992)
- 1909: Frank W. Walbank, istoric și filozof britanic
- 1913: Morton Gould, compozitor american (d. 1996)
- 1919: Sile Dinicu (Vasile Dinicu), dirijor, pianist, compozitor de muzică de estradă și ușoară român (d. 1993)
- 1920: Alfred Dregger, politician german (d. 2002)
- 1920: Reginald Rose, scriitor american (d. 2002)
- 1921: Georg Stefan Troller, scenarist austriac (d. 2011)
- 1922: George Knobel, antrenor olandez de fotbal (d. 2012)
- 1923: Jorge Semprún, scriitor spaniol (d. 2011)
- 1924: Mitzura Arghezi, actriță și politiciană română (d. 2015)
- 1925: Clarice Lispector, scriitoare braziliană (d. 1977)
- 1926: Eddie Guitar Slim Jones, muzician american (d. 1959)
- 1928: Dan Blocker, actor american (d. 1972)
- 1932: Nicolae Otto Kruch, sculptor și desenator român (d. 1995)
- 1934: Leopoldina Bălănuță, actriță română de teatru și film (d. 1998)
- 1934: Howard M. Temin, biolg american (d. 1994)
- 1936: Ara Baliozian, scriitor american
- 1937: Karel Schwarzenberg, ministru de externe al Cehiei (d. 2023)
- 1939: Andrei Igorov, canoist român (d. 2011)
- 1948: Abu Abbas, politician palestinian (d. 2004)
- 1949: Mohammed Shahabuddin Chuppu, jurist, jurnalist, funcționar public și politician din Bangladesh, care ocupă funcția de al 16-lea al țării din 2023
- 1950: Gregg Berger, actor american
- 1952: Julianne Baird, soprană americană
- 1953: Friedhelm Funkel, antrenor de fotbal german

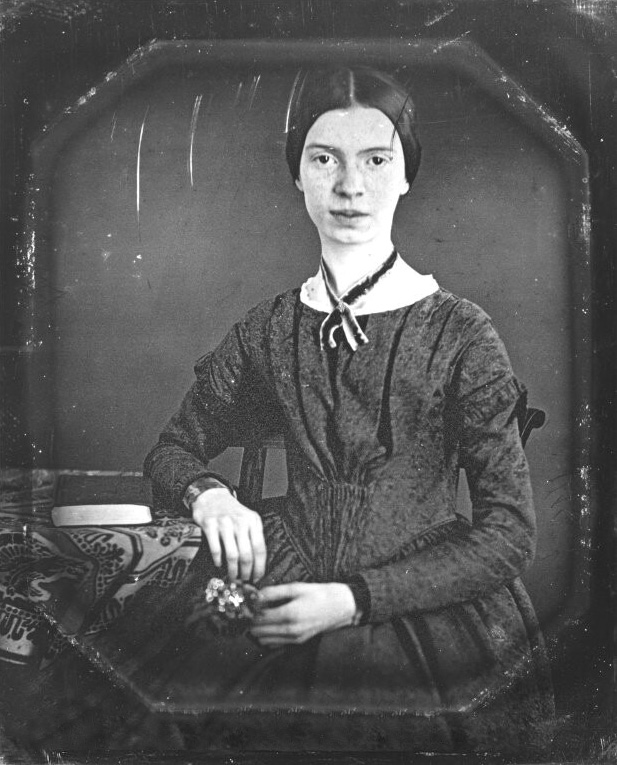
Emily Dickinson, poetă americană
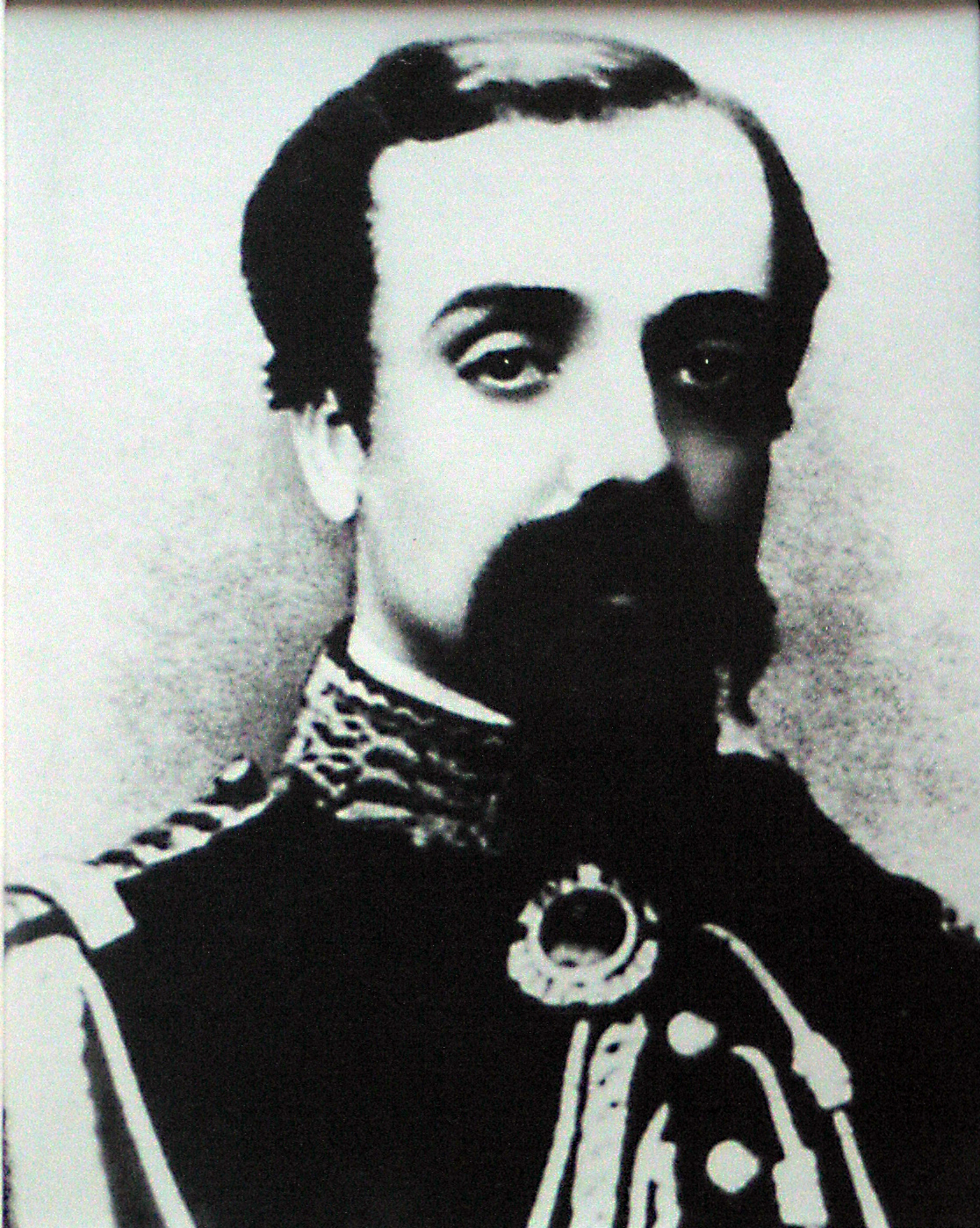
Ioan Grigore Ghica, politician și diplomat român
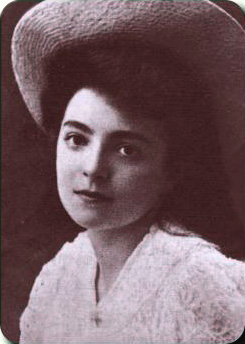
Nelly Sachs, poetă germano-suedeză, laureată Nobel

- 1954: Florentin Smarandache, matematician american-român, scriitor, poet și artist
- 1954: Cristian Teodorescu, scriitor român
- 1956: Daniela Vlădescu, soprană română
- 1957: Michael Clarke Duncan, actor american (d. 2012)
- 1957: Paul Hardcastle, muzician britanic
- 1958: Cornelia Funke, scriitoare pentru copii germană
- 1960: Kenneth Branagh, actor și regizor britanic
- 1960: Stefan Münz, autor german
- 1972: Brian Molko, muzician britanic-american
- 1977: Andrea Henkel, atletă germană
- 1980: David Deejay, DJ, compozitor și producător român
- 1983: Noé Acosta Rivera, fotbalist spaniol
- 1983: Patrick Flueger, actor american
- 1984: Edina Gallovits, jucătoare română de tenis
- 1984: Florin Surugiu, jucător român de rugby
- 1987: Gonzalo Higuaín, fotbalist argentinian
- 1996: Jonas Vingegaard, ciclist danez

## Decese
- 1198: Averroes, medic și filosof arab (n. 1126)
- 1475: Paolo Uccello, pictor italian (n. 1397)
- 1590: Cristina a Danemarcei, fiica regelui Christian al II-lea al Danemarcei (n. 1521)
- 1603: William Gilbert, savant englez (n. 1544)
- 1850: François Sulpice Beudant, mineralog și geolog francez (n. 1787)
- 1857: Prințesa Victoria de Saxa-Coburg-Kohary, ducesă de Nemours (n. 1822)
- 1865: Regele Leopold I al Belgiei (n. 1790)
- 1877: Nicolae Golescu, prim-ministru al României  (n. 1810)
- 1884: Jules Bastien-Lepage, pictor francez (n. 1848)
- 1889: Ludwig Anzengruber, scriitor austriac (n. 1839)
- 1896: Alfred Nobel, inventator și industriaș suedez, fondatorul Premiilor Nobel (n. 1833)

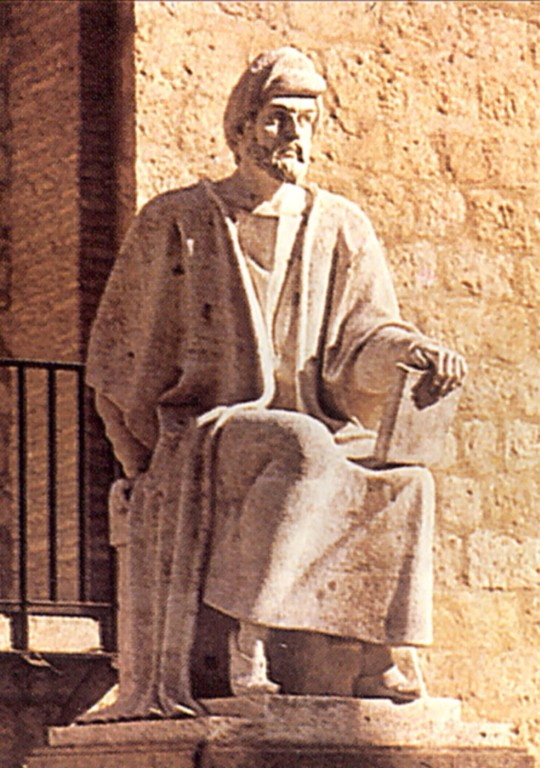
Averroes, medic și filosof arab
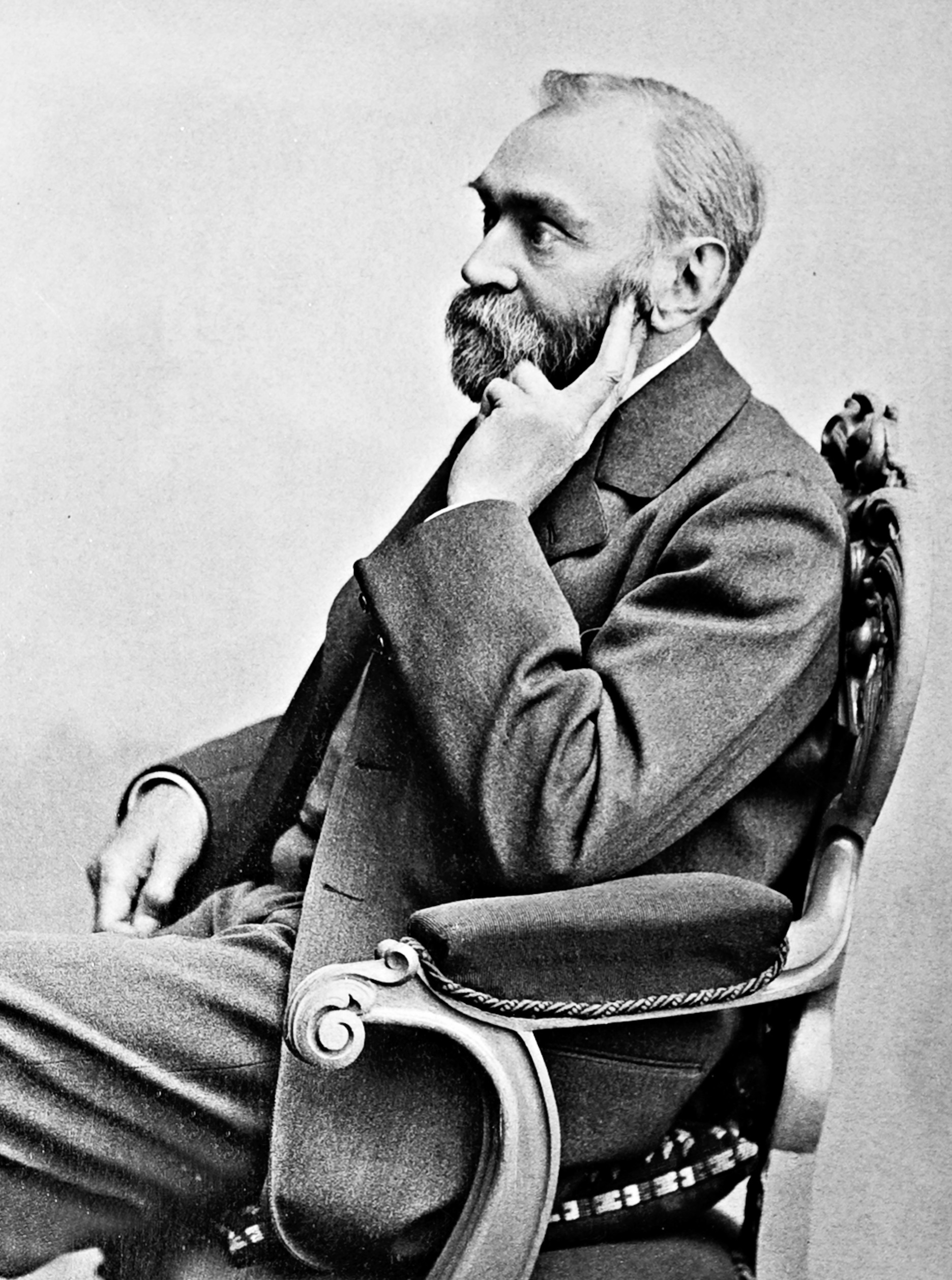
Alfred Nobel, inventator și industriaș suedez, fondatorul Premiilor Nobel
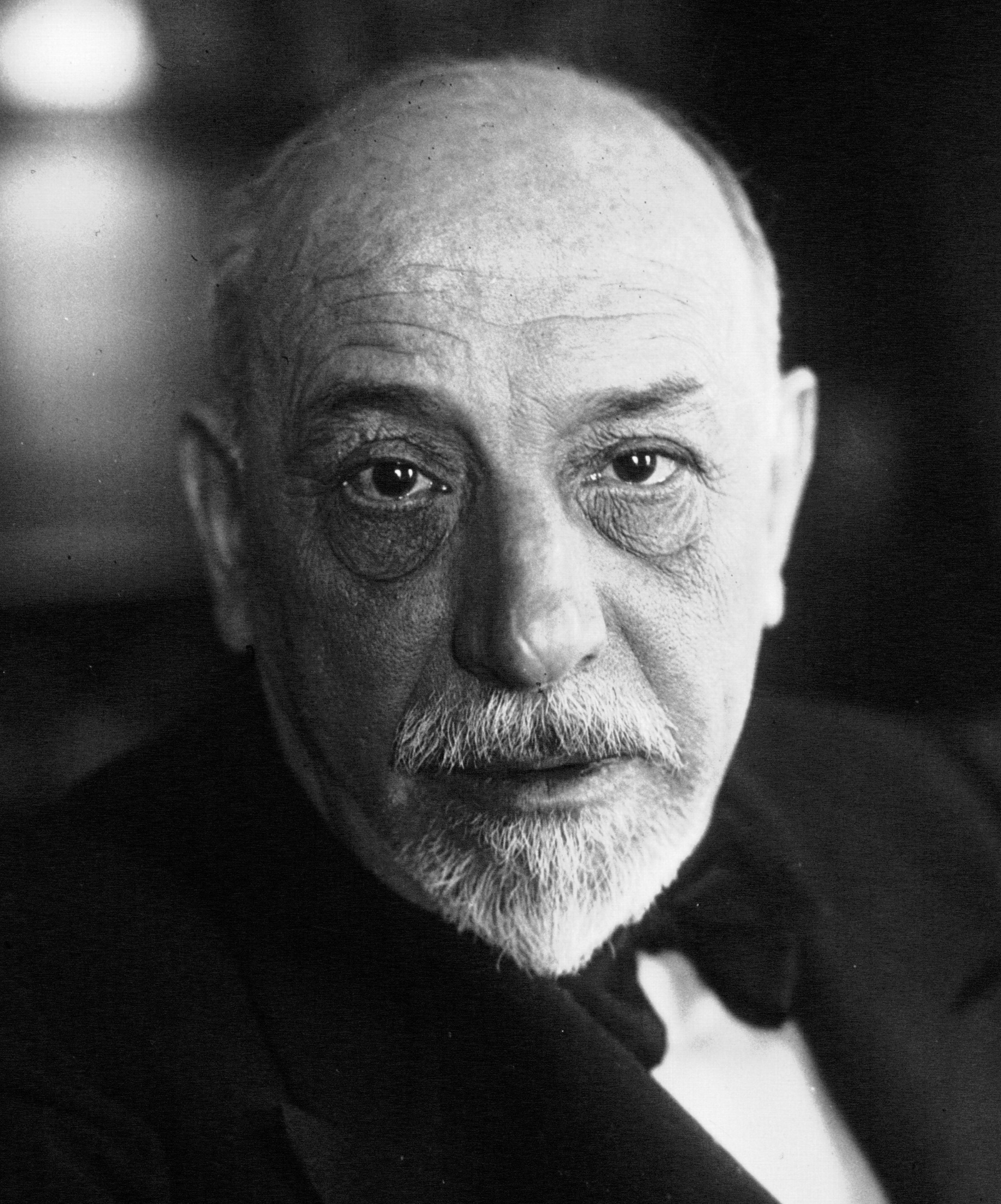
Luigi Pirandello, scriitor italian, laureat Nobel

- 1911: Sir Joseph Dalton Hooker, botanist englez (n. 1817)
- 1920: Dimitrie Greceanu, politician român (n. 1859)
- 1936: Luigi Pirandello, scriitor italian, întemeietorul teatrului modern european, laureat Nobel (n. 1867)
- 1951: Algernon Blackwood, scriitor englez (n. 1869)
- 1951: Anton Durcovici, episcop de Iași (n. 1888)
- 1953: Jack Mollick, muzician și trompetist român (n. 1908)
- 1971: Miluță Gheorghiu, actor român (n. 1897)
- 1995: Constantin Popovici, sculptor român (n. 1938)
- 1999: Franjo Tudjman, primul președinte al Croației (n. 1922)
- 2000: José Águas, fotbalist portughez (n. 1930)
- 2000: Marie Windsor, actriță americană (n. 1919)
- 2006: Augusto Pinochet, general și președinte al Republicii Chile (n. 1915)
- 2010: John Bennett Fenn, chimist american, laureat al Premiului Nobel (n. 1917)
- 2014: Gavril Creța, inginer român (n. 1923)
- 2019: Mia Barbu, solistă de muzică populară și romanțe (n. 1925)
- 2020: Tom Lister, Jr., actor american de film, televiziune și voce (n. 1958)

## Sărbători
- Sf. Mucenici Mina, Ermoghen si Eugraf (calendar creștin-ortodox; calendar greco-catolic)
- Sf. Melhiade și Mina, fericitul Anton Durcovici (calendar romano-catolic)
- Ziua Internațională a Drepturilor Omului (ONU